# دوستان در قرن دهم
دوستان در قرن دهم (به هندی: Dudes in the 10th Century) فیلمی محصول سال ۲۰۰۳ و به کارگردانی امتیاز پنجابی است. در این فیلم بازیگرانی همچون گلشن گروور، پارش راوال، فریده جلال، قادرخان، محمداقبال خان، اشیش ویدیارتی، بابی دارلینگ، رایما سن ایفای نقش کرده‌اند.